# L'occhio verde
L'occhio verde è un dipinto a olio su tela (58x51 cm) realizzato tra il 1926 ed il 1944  dal pittore Marc Chagall.
Fa parte di una collezione privata.